# Manatir as-Safr
Manatir as-Safr (arab. مناطير الصفر) – wieś w Syrii, w muhafazie Aleppo. W 2004 roku liczyła 1464 mieszkańców.